# Oltressenda Alta

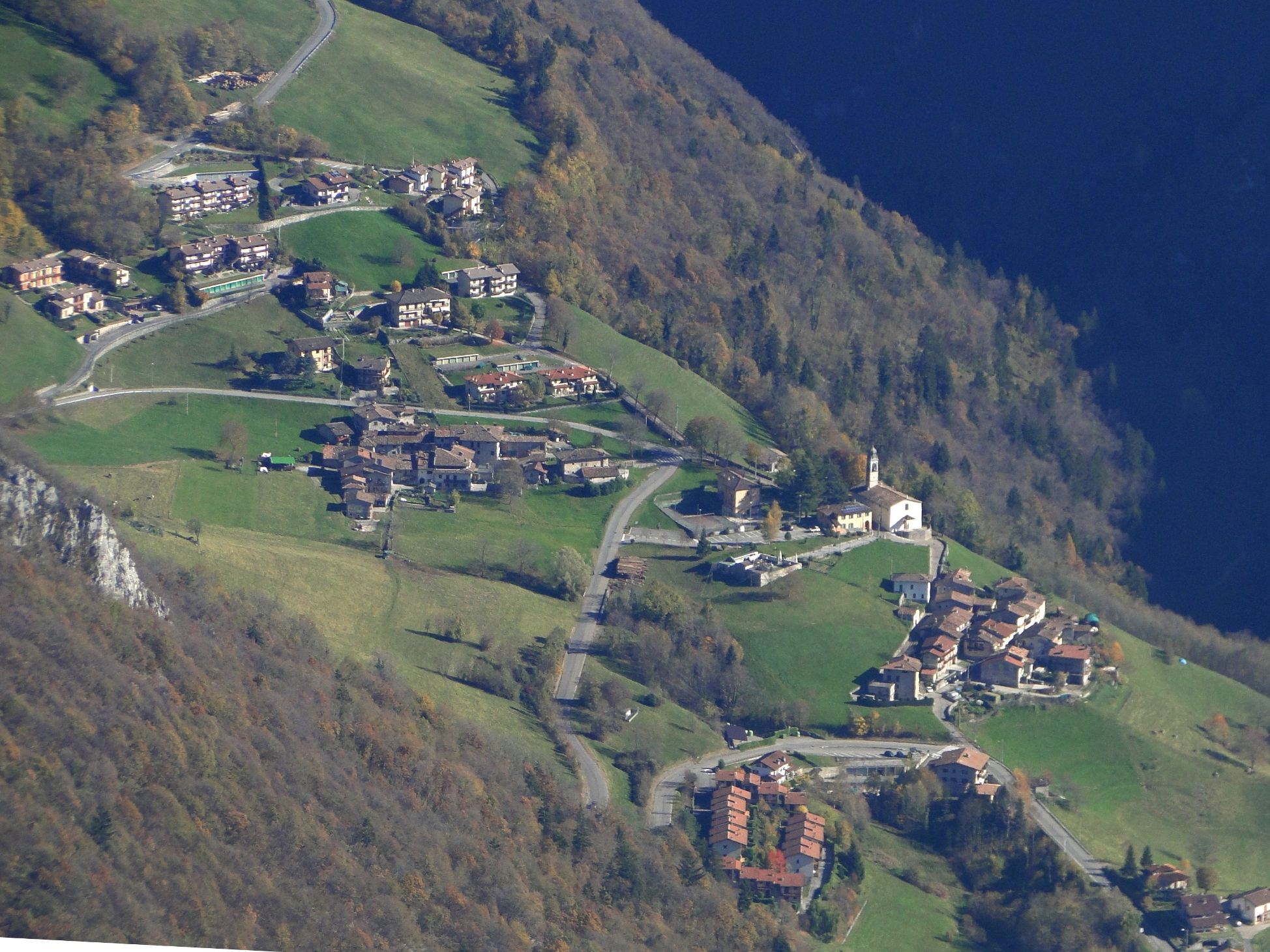
Oltressenda Alta, Nasolino (2015)

Oltressenda Alta ist eine Gemeinde in der Provinz Bergamo in der italienischen Region Lombardei mit 136 Einwohnern (Stand 31. Dezember 2023).

## Geographie
Oltressenda Alta liegt 30 km nordöstlich der Provinzhauptstadt Bergamo und 80 km nordöstlich der Metropole Mailand.
Die Nachbargemeinden sind Ardesio, Clusone, Gromo, Rovetta, Villa d’Ogna und Vilminore di Scalve.

## Sehenswürdigkeiten
- Die Pfarrkirche von Nasolino, die San Bernardo gewidmet ist, aus dem 16. Jahrhundert
- Die Pfarrkirche von Valzurio, die Santa Margherita gewidmet ist.